# はなったれBoogie
『はなったれBoogie』（はなったれブギ）とは、一色まことによるホームコメディ漫画作品。

## 概要
「週刊少年ジャンプ」（集英社）誌上において昭和61年23号から同年31号にかけて連載された。単行本はジャンプスーパーコミックスより全1巻。1990年にはジャンプスーパーエースからA5判（巻頭8ページカラー）で再版されている（単行本は共に創美社発行・集英社発売）。なお新書判の単行本は作者初の単行本にあたる。

## あらすじ
わんぱくな幼稚園児ともこを中心とした石井家の日常の物語。

## 登場人物

### 石井家
貧乏であり、食事は常に奪い合いの早い者勝ち。
石井 ともこ（いしい -）
日の本幼稚園に通う、5歳の幼稚園児。非常にわんぱくで元気のよい女の子。時々おねしょをしてしまう。
石井 金太（- きんた）
中学2年生のともこの兄。頭はあまりよくない。
父さん
ともこの父で名前は不明。眼鏡をかけている。一日の小遣いは500円。
母さん
ともこの母で名前は不明。いつも割烹着を着ており、古き良き日本のお母さんと言った風貌。
ギンシロー
石井家で飼われている犬。外見は山羊に似ている。いつもともこと一緒におり、喋る事は出来ないながらも人間の言葉を理解し、二足歩行をして一緒にサッカーもする。ともこはギンシローをペットではなく弟として扱っている。

### その他
まさこ
ともこの近所に住み、同じ幼稚園に通う女の子。「まさこは」「まさこは」としつこく自分の名前を言う。
駄菓子屋万ちゃん（まんちゃん）のおばさん近所の駄菓子屋のおばちゃんで、前を通る人には必ず挨拶をかけ、きちんと挨拶を返さなければ追いかけて行って殴りつける。
鈴鳴（すずなり）
友子達が通う幼稚園の先生。美人。
道真（みちざね）
近所のお金持ちの子。貧弱なため、元気一杯のともことに中と比較されることが多く、ともこを敵視している。
中曽根（なかそね）
金太の友人。金太にエロ本「数学はお友達」を貸す。
かす美（かすみ）
女子高生。暇を持て余している所に金太が通りかかり、おちょくる為に声をかけたのをきっかけとして石井家と知り合い、その後何かと関わる事に鳴る。
さくら
近所の大金持ちの家で飼われている猫。かなりの巨体で犬であるギンシローより大きく、幼稚園児を二人背中に乗せる事が可能。
奥様
名前は不明。さくらの飼い主。さくらを度が過ぎる程可愛がっている。
米（よね）
奥様の家の使用人。
おねえちゃん
名前は不明の小学生。ギンシローの恋の相手。